# Victor Lanoux

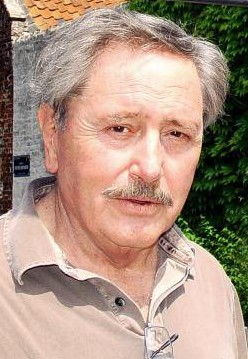
Em 2007

Victor Lanoux (Paris, 18 de junho de 1936 – Vaux-sur-Mer, 4 de maio de 2017) foi um ator, produtor e roteirista francês.

## Carreira
Começou no cabaré, onde colaborou com Pierre Richard. Fez uma de suas primeiras atuações em filmes no La Vieille dame indigne (ou A Velha Dama Indigna). Ele recebeu duas indicações ao César em 1976, por seus papéis em Cousin, Cousine e Adieu poulet. Sua atuação mais conhecida fora da Europa foi em O Ladrão, que é um personagem de uma comédia clássica de 1985 chamada Férias Frustradas na Europa.

## Filmografia
- 1965 : La Vieille Dame indigne (A Velha Dama Indigna) dirigido por René Allio, Pierre
- 1967 : Tu seras terriblement gentille dirigido por Dirk Sanders, René
- 1972 : L'Affaire Dominici dirigido por Claude Bernard-Aubert, Gustave Dominici
- 1972 : Trois milliards sans ascenseur dirigido por Roger Pigaut, Gino
- 1973 : Elle court, elle court la banlieue (The Suburbs Are Everywhere) dirigido por Gérard Pirès, Georges
- 1973 : Deux hommes dans la ville (Dois Homens na Cidade ou Dois contra a Lei) dirigido por José Giovanni, Marcel
- 1973 : Je sais rien, mais je dirai tout dirigido por Pierre Richard, Un ouvrier
- 1975 : Adieu poulet (O Detetive Francês) dirigido por Pierre Granier-Deferre, Pierre Lardatte
- 1975 : Cousin, Cousine dirigido por Jean-Charles Tacchella, Ludovic
- 1975 : Dupont Lajoie dirigido por Yves Boisset, Le costaud
- 1976 : Une femme à sa fenêtre dirigido por Pierre Granier-Deferre, Michel Boutros
- 1976 : Un éléphant ça trompe énormément (Um Elefante que pode ser Extremamente Enganoso) dirigido por Yves Robert, Bouly
- 1977 : Le Passé simple dirigido por Michel Drach, François
- 1977 : Un moment d'égarement dirigido por Claude Berri, Didier
- 1977 : Nous irons tous au paradis (Todos nós nos encontraremos no Paraíso) dirigido por Yves Robert, Bouly
- 1978 : La Carapate dirigido por Gérard Oury, Martial Gaulard
- 1979 : Les Chiens dirigido por Alain Jessua, Docteur Henri Ferret
- 1979 : Un si joli village (Uma Cidade tão Bonita...) dirigido por Étienne Périer, Stéphane Bertin
- 1979 : Au bout du bout du banc dirigido por Peter Kassovitz
- 1980 : Retour en force dirigido por Jean-Marie Poiré, Adrien Blausac
- 1981 : La Revanche dirigido por Pierre Lary, Le comissaire Albert Joubert
- 1982 : Y a-t-il un Français dans la salle ? dirigido por Jean-Pierre Mocky, Horace Tumelat
- 1982 : Boulevard des assassins dirigido por Boramy Tioulong, Charles Vallorba
- 1983 : Stella dirigido por Laurent Heynemann, Le Suisse
- 1983 : Un dimanche de flic dirigido por Michel Vianey, Franck
- 1984 : La Triche dirigido por Yannick Bellon, Commissaire Michel Verta
- 1984 : Louisiane dirigido por Philippe de Broca, Charles de Vigors
- 1984 : Canicule dirigido por Yves Boisset, Horace
- 1984 : Les Voleurs de la nuit dirigido por Samuel Fuller, Insp. Farbet
- 1984 : La Smala dirigido por Jean-Loup Hubert, Robert
- 1985 : National Lampoon's European Vacation dirigido por Amy Heckerling, the thief
- 1986 : Le Lieu du crime (Cena do Crime) dirigido por André Téchiné, Maurice
- 1989 : L'Invité surprise dirigido por Georges Lautner, Charles
- 1992 : Le Bal des casse-pieds dirigido por Yves Robert, Frank
- 1996 : Les Démons de Jésus dirigido por Bernie Bonvoisin, Jo
- 1998 : Les Grandes Bouches dirigido por Bernie Bonvoisin, Armand
- 1999 : La position de l'escargot dirigido por Mishka Saal, Dédé
- 2001 : Reines d'un jour dirigido por Marion Vernoux, Maurice Degombert